# 17094 Sarahsyed
17094 Sarahsyed è un asteroide della fascia principale. Scoperto nel 1999, presenta un'orbita caratterizzata da un semiasse maggiore pari a 2,964845 UA e da un'eccentricità di 0,076230, inclinata di 4,119364° rispetto all'eclittica. Ha un diametro di 5,307 km.